# André Zonderland
André Zonderland (Tjerkgaast, 14 november 1976) is een Nederlands voormalig kortebaanschaatser.
Al in 1996 werd André NK kortebaan bij de Junioren. Hij reed dat jaar voor het eerst op klapschaatsen.
In 1998 werd hij in Heerenveen Nederlands kampioen op de kortebaan, voor Sander Velt en nummer drie Jacob Kleibeuker. Het jaar daarna werd hij opnieuw kampioen, nu voor Dennis Kalker en Jacob Kleibeuker.

## Resultaten
| Jaar | Plaats | Kampioenschap       |
| ---- | ------ | ------------------- |
| 1996 | 8      | NK Afstanden 2x500m |
| 1996 | 11     | NK Afstanden 1000m  |
| 1998 | 5      | NK Afstanden 2x500  |
| 1998 | 11     | NK Afstanden 1000   |
| 1998 | 10     | NK Sprint           |
| 1998 | Goud   | NK Kortebaan        |
| 1998 | 19     | NK Afstanden 2x500m |
| 1999 | 15     | NK Afstanden 1000m  |
| 1998 | 11     | NK Sprint           |
| 1999 | 6      | NK Afstanden 2x500m |
| 1999 | 7      | NK Afstanden 1000m  |
| 1999 | 7      | NK Sprint           |
| 2000 | Goud   | NK Kortebaan        |